# Roemeense parlementsverkiezingen 1969

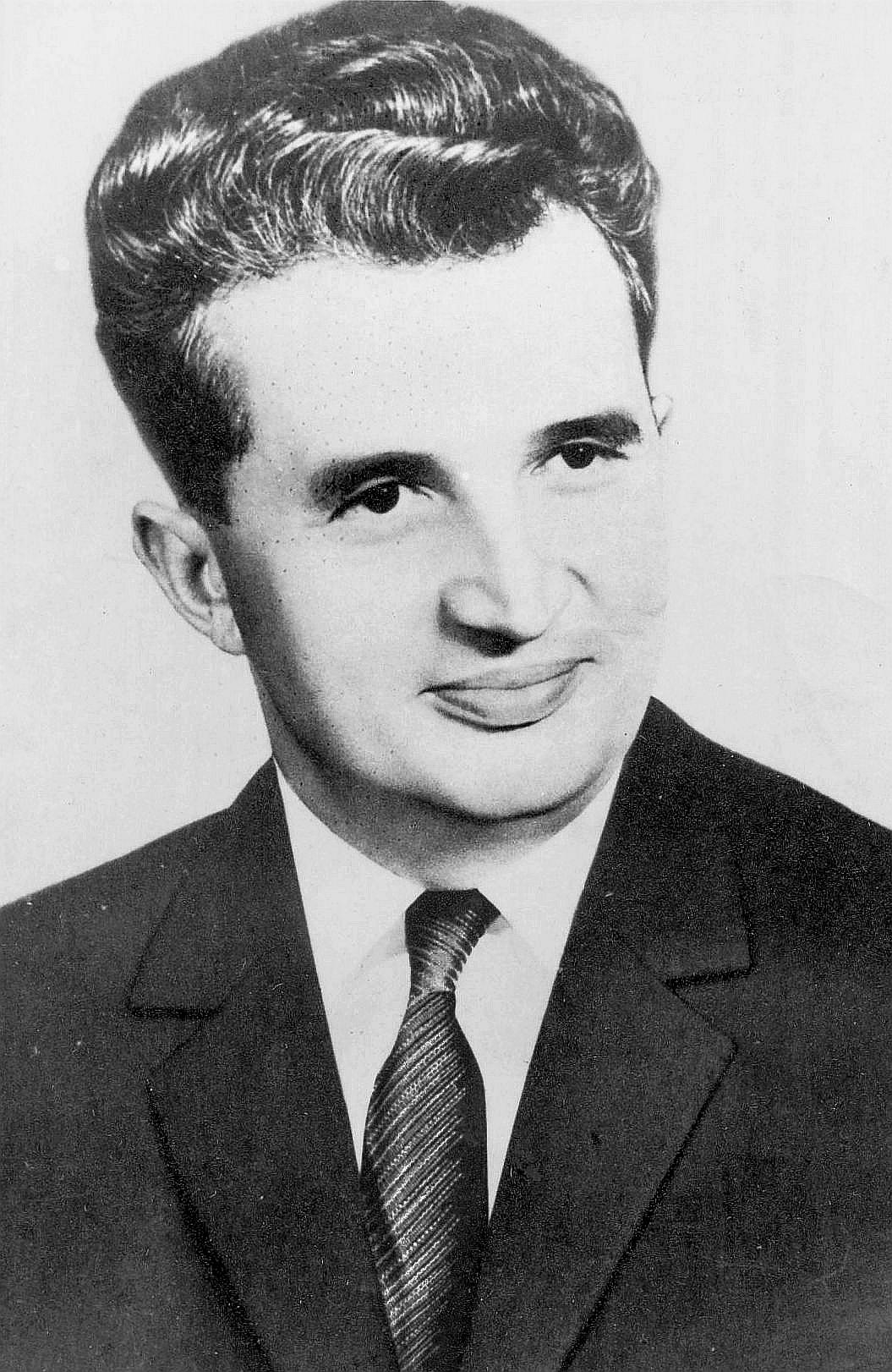
Dictator Nicolae Ceaușescu (1918-1989), secretaris-generaal van de communistische partij (1965-1989), voorzitter van de Staatsraad (1967-1974) en president van Roemenië (1974-1989).

De Roemeense parlementsverkiezingen van 1969 vonden op 2 maart van dat jaar plaats. De verkiezingen waren op basis van enkelvoudige kandidaatstelling en alleen leden van het door de communistische partij gedomineerde Front voor Socialistische Eenheid (FUS) mochten zich kandideren. Het Front kreeg bijna 100% van de stemmen.

## Uitslag
| Coalitie                          | Stemmen    | %       | Zetels    |
| --------------------------------- | ---------- | ------- | --------- |
| Front voor Socialistische Eenheid | 13.543.499 | 99,77%  | 465 / 465 |
| Tegen                             | 30.748     | 0,23%   | —         |
| Totaal                            | 13.574.247 | 100,00% | 465       |
|                                   |            |         |           |
| Geldige stemmen                   | 13.574.247 | 99,98   |           |
| Blanco/ ongeldige stemmen         | 2.896      | 0,02%   |           |
| Totaal uitgebrachte stemmen       | 13.577.143 | 100,00% |           |
| Geregistreerde kiezers/ opkomst   | 13.582.249 | 99,96%  |           |
| Bron: Nohlen & Stöver             |            |         |           |